# An Kum-Ae
An Kum-Ae –en hangul, 안금애– (Pionyang, 3 de juny de 1980) és una esportista nord-coreana que va competir en judo.
Va participar en dos Jocs Olímpics d'Estiu en els anys 2008 i 2012, obtenint dues medalles: plata en Pequín 2008 i or en Londres 2012. En els Jocs Asiàtics va aconseguir dues medalles en els anys 2006 i 2010.
Va guanyar dues medalles en el Campionat Mundial de Judo en els anys 2005 i 2007, i dues medalles en el Campionat Asiàtic de Judo en els anys 2004 i 2005.

## Palmarès internacional
| Jocs Olímpics     | Jocs Olímpics             | Jocs Olímpics | Jocs Olímpics |
| Any               | Lloc                      | Medalla       | Categoria     |
| ----------------- | ------------------------- | ------------- | ------------- |
| 2008              | Pequín ( R.P. de la Xina) | 2             | –52 kg        |
| 2012              | Londres ( Regne Unit)     | 1             | –52 kg        |
| Campionat Mundial |                           |               |               |
| Any               | Lloc                      | Medalla       | Categoria     |
| 2005              | el Caire ( Egipte)        | 3             | –52 kg        |
| 2007              | Rio de Janeiro ( Brasil)  | 3             | –52 kg        |
| Jocs Asiàtics     |                           |               |               |
| Any               | Lloc                      | Medalla       | Categoria     |
| 2006              | Doha ( Qatar)             | 1             | –52 kg        |
| 2010              | Canton ( R.P. de la Xina) | 3             | –52 kg        |
| Campionat Asiàtic |                           |               |               |
| Any               | Lloc                      | Medalla       | Categoria     |
| 2004              | Almatý ( Kazakhstan)      | 3             | –52 kg        |
| 2005              | Taskent ( Uzbekistan)     | 1             | –52 kg        |